# Аероміст-Харків
ТОВ «Аеромі́ст-Ха́рків» — колишня авіакомпанія, що базувалася в Харкові. Заснована 6 червня 2002 року за ініціативою Павла Науменка. Це перша авіакомпанія у східній Європі, яка почала використовувати літаки Ан-140. Виконує чартерні перевезення. Раніше також виконувала регулярні перевезення з аеропорту «Харків» до Жулян, Ужгороду та Батумі. Крім того пропонує вантажні перевезення.
Припинила роботу в червні 2007 року. 

## Флот
На серпень 2006 року авіапарк складався з 3 літаків Ан-140.

## Аварії
23 грудня 2002 року літак авіакомпанії "Аероміст-Харків", бортовий номер UR 14003, врізався в гору на підльоті до аеропорту Ісфахан. Перед цим літак, який рухався за маршрутом Харків-Трабзон-Ісфахан, здійснив дозаправку в аеропорту турецького міста Трабзон. За повідомленням Харківського державного авіаційного виробничого підприємства, на борту літака перебувала делегація фахівців авіабудівних підприємств України та Росії (38 пасажирів, в тому числі одна дитина 1995 року народження та 6 членів екіпажу), які планували взяти участь в урочистому заході з нагоди презентації другого літака Іран-140 спільного українсько-іранського виробництва та нараді представників підприємств, що задіяні у постачанні комплектуючих для згаданого літака. У катастрофі загинули всі пасажири: 39 громадян України і 5 громадян Росії.